# Adriano García-Lomas
Adriano García-Lomas y García-Lomas (Arenas de Iguña, Cantabria, España, 1881 - 1972) fue un ingeniero de minas, etnólogo y escritor español.

## Biografía
Nació en Arenas de Iguña, en una casona montañesa de piedra del siglo xix, convertida en posada. Dedicó gran parte de su vida al estudio de la tradición y costumbres de los habitantes de Cantabria. Miembro del Centro de Estudios Montañeses, con los datos recopilados a lo largo de los años escribió varios libros bien documentados que sirven de consulta a los eruditos para cualquier tema relacionado con el lenguaje, las costumbres y la etnología cántabros.
Algunas de sus obras son:
- El lenguaje popular de la Cantabria montañesa.
- Mitología y supersticiones de Cantabria.
- Los pasiegos.
- Del solar y la raza, en colaboración con el escritor Jesús Cancio (1885-1961).
- El nánago que se quebró el corazón.

Estudió y dio a conocer la jerga de los maestros canteros de Trasmiera, llamada pantoja.
En 1967, dentro de su libro "Mitología y supersticiones de Cantabria: (compilaciones desde su origen hasta la época contemporánea)", reivindicaba el nombre de Cantabria para titular a la entonces Provincia de Santander, además de criticar a los tres ayuntamientos (Santander, Valdeprado del Río y Peñarrubia) que mostraron su negativa al cambio de nombre.
Sobre Cantabria decía que es "el nombre magno orográfico e histórico más antiguo y glorioso que puede ostentar nuestra provincia como justa reafirmación espiritual y física en el mapa de España, pues abarca sus orígenes y enaltece en muchos aspectos a nuestros antepasados tanto por su extraordinaria personalidad histórica e intrahistórica como por sus portentosas epopeyas".